# Adriano e Natália
Natália e Adriano de Nicomédia, santos cristãos primitivos (início do século IV)
Adriano de Nicomédia ou Santo Adriano (em grego: Ἁδριανὸς Νικομηδείας; romaniz.: Adrianos Nikomēdeias, morto em 4 de março de 306) foi um dos guardas herculianos do Imperador romano Galério. Após se converter ao cristianismo com sua esposa Natália (Ναταλία), Adriano foi martirizado em Nicomédia, na Anatólia (Turquia). Adriano foi o principal santo militar do norte da Europa por muitas eras, perdendo somente para São Jorge, e é muito reverenciado em Flandres, Alemanha e no norte da França.

## Martírio
Adriano e Natalia viveram em Nicomédia durante a época do imperador Maximiano (305–311), no início do século IV. Adriano, de 28 anos, era chefe do pretório.
Diz-se que, enquanto presidia a tortura de um grupo de cristãos, ele lhes perguntou que recompensa esperavam receber de Deus. Eles responderam: “O olho não viu, e o ouvido não ouviu, nem jamais penetrou no coração do homem as coisas que Deus preparou para aqueles que o amam.” Ele ficou tão impressionado com a coragem deles que confessou publicamente sua fé, embora ainda não tivesse sido batizado. Foi então imediatamente preso e proibido de receber visitas, mas há relatos de que sua esposa Natália foi visitá-lo, vestida de menino, para solicitar suas orações quando ele entrasse no Céu.
Quanto a sua execução, as fontes divergem. Segundo uma versão, seu corpo foi quebrado e então jogado no fogo; noutra, seu corpo foi quebrado com uma bigorna e então decapitado, morrendo nos braços de Natália; numa terceira, após ser quebrado, seu corpo foi jogado ao fogo e Natália teve que ser impedida de se jogar nas chamas. Na última versão, diz-se que uma tempestade apagou o fogo, permitindo aos cristãos recolherem os restos mortais dele e dos outros mártires. Sua morte foi datada em 303, 304 e 306. Natália recuperou uma das mãos de Adriano.

## Historicidade
A precisão da história registrada foi questionada. Diz-se que um segundo Adriano, filho do imperador Probo, tendo abraçado o cristianismo, foi morto (320 d.C.) em Nicomédia, na Ásia Menor, pelo imperador Licínio. Mas não há informações confiáveis sobre ele. Ele é comemorado em 26 de agosto.

## Dia de festa e patronato
Na Igreja Ortodoxa Oriental, Santo Adriano compartilha um dia de festa com sua esposa em 26 de agosto no Calendário da Igreja, que para a maioria dos cristãos ortodoxos permanece no Calendário juliano, e em 8 de setembro nos calendários gregoriano e civil global; ele também tem dias de festa sozinho em 4 de março. Na Igreja Católica Romana, ele é venerado sozinho, sem sua esposa, em 8 de setembro. A Igreja Ortodoxa Copta também venera Santo Adriano e seus companheiros no terceiro dia do mês copta conhecido como Nesi (correspondente a 8 de setembro), mencionando o papel de sua esposa durante a leitura do sinaxário desse dia.
Santo Adriano foi o principal santo militar do norte da Europa por muitas eras, perdendo somente para São Jorge, e é muito reverenciado em Flandres, na Alemanha e no norte da França. Ele é geralmente representado armado, com uma bigorna em suas mãos ou a seus pés.
Algumas versões colocam que os cristãos levaram seus restos mortais para Argirópolis, no Bósforo, perto de Bizâncio, e que Natália foi para lá com a mão do marido que recuperara; noutra versão, foi a própria que levou seus restos para Argirópolis antes de serem transladados à Sant'Adriano al Foro, uma igreja no Fórum Romano (fundada em 630 d.C.), batizada em sua homenagem. Mais tarde, o nome foi transferido para Santa Maria della Mercede e Sant'Adriano a Villa Albani (1958) quando a antiga igreja foi demolida.
Quando Natália morreu, foi sepultada junto do marido. A translação de seu corpo é celebrada em 8 de setembro. O Martirológio Romano menciona-o em 4 de março e 26 de agosto, a mesma data no Menaion. Natália é celebrada consigo em 8 de setembro e 1 de dezembro.